# Seznam prezidentů Portugalska
Toto je seznam prezidentů Portugalské republiky.

### První republika (1910–1926)
| Pořadí                                                                                           | Jméno prezidenta (rok narození–rok úmrtí)                                                        | Portrét                                                                                          | Volby                                                                                            | Doba v úřadě                                                                                     | Doba v úřadě                                                                                     | Politická strana                                                                                 |
| Prezident Provizorní vlády republiky (1910–1911) - nepočítá se do oficiálního seznamu prezidentů | Prezident Provizorní vlády republiky (1910–1911) - nepočítá se do oficiálního seznamu prezidentů | Prezident Provizorní vlády republiky (1910–1911) - nepočítá se do oficiálního seznamu prezidentů | Prezident Provizorní vlády republiky (1910–1911) - nepočítá se do oficiálního seznamu prezidentů | Prezident Provizorní vlády republiky (1910–1911) - nepočítá se do oficiálního seznamu prezidentů | Prezident Provizorní vlády republiky (1910–1911) - nepočítá se do oficiálního seznamu prezidentů | Prezident Provizorní vlády republiky (1910–1911) - nepočítá se do oficiálního seznamu prezidentů |
| ------------------------------------------------------------------------------------------------ | ------------------------------------------------------------------------------------------------ | ------------------------------------------------------------------------------------------------ | ------------------------------------------------------------------------------------------------ | ------------------------------------------------------------------------------------------------ | ------------------------------------------------------------------------------------------------ | ------------------------------------------------------------------------------------------------ |
| -                                                                                                | Teófilo Braga (1843–1924)                                                                        |                                                                                                  | –                                                                                                | 5. října 1910                                                                                    | 24. srpna 1911                                                                                   | Portugalská republikánská strana                                                                 |
| Prezidenti republiky (1911–1926)                                                                 |                                                                                                  |                                                                                                  |                                                                                                  |                                                                                                  |                                                                                                  |                                                                                                  |
| 1                                                                                                | Manuel de Arriaga (1840–1917)                                                                    |                                                                                                  | 1911                                                                                             | 24. srpna 1911                                                                                   | 26. května 1915                                                                                  | Portugalská republikánská strana, později Demokratická strana                                    |
| 2                                                                                                | Teófilo Braga (1843–1924)                                                                        |                                                                                                  | 1915                                                                                             | 29. května 1915                                                                                  | 5. října 1915                                                                                    | Demokratická strana                                                                              |
| 3                                                                                                | Bernardino Machado (1851–1944)                                                                   |                                                                                                  | 1915                                                                                             | 5. října 1915                                                                                    | 5. prosince 1917                                                                                 | Demokratická strana                                                                              |
| -                                                                                                | Hlavou státu předseda vlády ex officio (Sidónio Pais)                                            | Hlavou státu předseda vlády ex officio (Sidónio Pais)                                            | –                                                                                                | 12. prosince 1917                                                                                | 28. dubna 1918                                                                                   | –                                                                                                |
| 4                                                                                                | Sidónio Pais (1872–1918)                                                                         |                                                                                                  | 1918                                                                                             | 28. dubna 1918                                                                                   | 14. prosince 1918                                                                                | Národní republikánská strana                                                                     |
| -                                                                                                | Hlavou státu předseda vlády ex officio (João do Canto e Castro)                                  | Hlavou státu předseda vlády ex officio (João do Canto e Castro)                                  | –                                                                                                | 14. prosince 1918                                                                                | 16. prosince 1918                                                                                | –                                                                                                |
| 5                                                                                                | João do Canto e Castro (1862–1934)                                                               |                                                                                                  | 1918                                                                                             | 16. prosince 1918                                                                                | 5. října 1919                                                                                    | Národní republikánská strana                                                                     |
| 6                                                                                                | António José de Almeida (1866–1929)                                                              |                                                                                                  | 1919                                                                                             | 5. října 1919                                                                                    | 5. října 1923                                                                                    | Republikánská evolucionistická strana, později Republikánská liberální strana                    |
| 7                                                                                                | Manuel Teixeira Gomes (1860–1941)                                                                |                                                                                                  | 1923                                                                                             | 5. října 1923                                                                                    | 11. prosince 1925                                                                                | Demokratická strana                                                                              |
| 8                                                                                                | Bernardino Machado (1851–1944) podruhé                                                           |                                                                                                  | 1925                                                                                             | 11. prosince 1925                                                                                | 31. května 1926                                                                                  | Demokratická strana                                                                              |

### Druhá republika (1926–1974)
| Pořadí                        | Jméno prezidenta (rok narození–rok úmrtí)                      | Portrét                                                        | Volby                         | Doba v úřadě                  | Doba v úřadě                  | Politická strana                                     |
| Ditadura Nacional (1926–1932) | Ditadura Nacional (1926–1932)                                  | Ditadura Nacional (1926–1932)                                  | Ditadura Nacional (1926–1932) | Ditadura Nacional (1926–1932) | Ditadura Nacional (1926–1932) | Ditadura Nacional (1926–1932)                        |
| ----------------------------- | -------------------------------------------------------------- | -------------------------------------------------------------- | ----------------------------- | ----------------------------- | ----------------------------- | ---------------------------------------------------- |
| 9                             | José Mendes Cabeçadas (1883–1965)                              |                                                                | –                             | 31. května 1926               | 17. června 1926               | Armádní důstojník                                    |
| -                             | Hlavou státu předseda vlády ex officio (Manuel Gomes da Costa) | Hlavou státu předseda vlády ex officio (Manuel Gomes da Costa) | –                             | 17. června 1926               | 29. června 1926               | –                                                    |
| 10                            | Manuel Gomes da Costa (1863–1929)                              |                                                                | –                             | 29. června 1926               | 9. července 1926              | Armádní důstojník                                    |
| -                             | Hlavou státu předseda vlády ex officio (Óscar Carmona)         | Hlavou státu předseda vlády ex officio (Óscar Carmona)         | –                             | 9. července 1926              | 16. listopadu 1926            | –                                                    |
| 11                            | Óscar Carmona (1869–1951)                                      |                                                                | –                             | 16. listopadu 1926            | 25. března 1928               | Armádní důstojník                                    |
| Estado Novo (1932–1974)       |                                                                |                                                                |                               |                               |                               |                                                      |
| 11                            | Óscar Carmona (1869–1951)                                      |                                                                | 1928                          | 15. dubna 1928                | 26. dubna 1935                | Armádní důstojník, od 1932 Národní unie              |
| 11                            | Óscar Carmona (1869–1951)                                      | 1935                                                           | 26. dubna 1935                | 15. dubna 1942                |                               | Armádní důstojník, od 1932 Národní unie              |
| 11                            | Óscar Carmona (1869–1951)                                      | 1942                                                           | 15. dubna 1942                | 20. dubna 1949                |                               | Armádní důstojník, od 1932 Národní unie              |
| 11                            | Óscar Carmona (1869–1951)                                      | 1949                                                           | 20. dubna 1949                | 18. dubna 1951                |                               | Armádní důstojník, od 1932 Národní unie              |
| -                             | António de Oliveira Salazar (1889–1970) (dočasný)              |                                                                | –                             | 18. dubna 1951                | 21. července 1951             | Národní unie                                         |
| 12                            | Francisco Craveiro Lopes (1894–1964)                           |                                                                | 1951                          | 21. července 1951             | 9. srpna 1958                 | Národní unie                                         |
| 13                            | Américo Tomás (1894–1987)                                      |                                                                | 1958                          | 9. srpna 1958                 | 9. srpna 1965                 | Národní unie, (od 1970 nazývaná Lidová národní akce) |
| 13                            | Américo Tomás (1894–1987)                                      | 1965                                                           | 9. srpna 1965                 | 9. srpna 1972                 |                               | Národní unie, (od 1970 nazývaná Lidová národní akce) |
| 13                            | Américo Tomás (1894–1987)                                      | 1972                                                           | 9. srpna 1972                 | 25. dubna 1974                |                               | Národní unie, (od 1970 nazývaná Lidová národní akce) |

### Třetí republika (od 1974)
| Pořadí                                               | Jméno prezidenta (rok narození–rok úmrtí)            | Portrét                                              | Volby                                                | Doba v úřadě                                         | Doba v úřadě                                         | Politická strana                                      |
| Prezidenti vzešlí z karafiátové revoluce (1974–1976) | Prezidenti vzešlí z karafiátové revoluce (1974–1976) | Prezidenti vzešlí z karafiátové revoluce (1974–1976) | Prezidenti vzešlí z karafiátové revoluce (1974–1976) | Prezidenti vzešlí z karafiátové revoluce (1974–1976) | Prezidenti vzešlí z karafiátové revoluce (1974–1976) | Prezidenti vzešlí z karafiátové revoluce (1974–1976)  |
| ---------------------------------------------------- | ---------------------------------------------------- | ---------------------------------------------------- | ---------------------------------------------------- | ---------------------------------------------------- | ---------------------------------------------------- | ----------------------------------------------------- |
| -                                                    | Junta národní spásy (vedená António de Spínolou)     | Junta národní spásy (vedená António de Spínolou)     | –                                                    | 25. dubna 1974                                       | 15. května 1974                                      | –                                                     |
| 14                                                   | António de Spínola (1910–1996)                       |                                                      | –                                                    | 15. května 1974                                      | 30. září 1974                                        | Armádní důstojník                                     |
| 15                                                   | Francisco da Costa Gomes (1914–2001)                 |                                                      | –                                                    | 30. září 1974                                        | 13. července 1976                                    | Armádní důstojník                                     |
| Prezidenti zvolení podle Ústavy z roku 1976          |                                                      |                                                      |                                                      |                                                      |                                                      |                                                       |
| 16                                                   | António Ramalho Eanes (* 1935)                       |                                                      | 1976                                                 | 14. července 1976                                    | 14. ledna 1981                                       | Armádní důstojník, od 1985 Demokratická strana obnovy |
| 16                                                   | António Ramalho Eanes (* 1935)                       | 1980                                                 | 14. ledna 1981                                       | 9. března 1986                                       |                                                      | Armádní důstojník, od 1985 Demokratická strana obnovy |
| 17                                                   | Mário Soares (1924–2017)                             |                                                      | 1986                                                 | 9. března 1986                                       | 9. března 1991                                       | Socialistická strana                                  |
| 17                                                   | Mário Soares (1924–2017)                             | 1991                                                 | 9. března 1991                                       | 9. března 1996                                       |                                                      | Socialistická strana                                  |
| 18                                                   | Jorge Sampaio (1939–2021)                            |                                                      | 1996                                                 | 9. března 1996                                       | 9. března 2001                                       | Socialistická strana                                  |
| 18                                                   | Jorge Sampaio (1939–2021)                            | 2001                                                 | 9. března 2001                                       | 9. března 2006                                       |                                                      | Socialistická strana                                  |
| 19                                                   | Aníbal Cavaco Silva (* 1939)                         |                                                      | 2006                                                 | 9. března 2006                                       | 9. března 2011                                       | Sociálně demokratická strana                          |
| 19                                                   | Aníbal Cavaco Silva (* 1939)                         | 2011                                                 | 9. března 2011                                       | 9. března 2016                                       |                                                      | Sociálně demokratická strana                          |
| 20                                                   | Marcelo Rebelo de Sousa (* 1948)                     |                                                      | 2016                                                 | 9. března 2016                                       | 9. března 2021                                       | Sociálně demokratická strana                          |
| 20                                                   | Marcelo Rebelo de Sousa (* 1948)                     | 2021                                                 | 9. března 2021                                       | stále v úřadě                                        |                                                      | Sociálně demokratická strana                          |

## Prezidenti podle délky mandátu
| Pořadí dle délky mandátu | Prezident                | Délka mandátu                  | Strana                                 |
| ------------------------ | ------------------------ | ------------------------------ | -------------------------------------- |
| 1                        | Óscar Carmona            | 24 let, 286 dní                | Národní unie                           |
| 2                        | Américo Tomás            | 15 let, 259 dní                | Národní unie                           |
| 3                        | Mário Soares             | 10 let, 0 dní                  | Socialistická strana                   |
| 3                        | Jorge Sampaio            | 10 let, 0 dní                  | Socialistická strana                   |
| 3                        | Aníbal Cavaco Silva      | 10 let, 0 dní                  | Sociálně demokratická strana           |
| 4                        | António Ramalho Eanes    | 9 let, 238 dní                 | nezávislý                              |
| 5                        | Marcelo Rebelo de Sousa  | 7 let, 222 dnů (stále v úřadě) | Sociálně demokratická strana           |
| 6                        | Francisco Craveiro Lopes | 7 let, 0 dní                   | Národní unie                           |
| 7                        | António José de Almeida  | 4 roky, 0 dní                  | Republikánská evolucionistická strana, |
| 8                        | Manuel de Arriaga        | 3 roky, 278 dní                | Demokratická strana                    |
| 9                        | Bernardino Machado       | 2 roky, 239 dní                | Demokratická strana                    |
| 10                       | Manuel Teixeira Gomes    | 2 roky, 67 dní                 | Demokratická strana                    |
| 11                       | Francisco da Costa Gomes | 1 rok, 288 dní                 | nezávislý                              |
| 12                       | Teófilo Braga            | 1 rok, 87 dní                  | Demokratická strana                    |
| 13                       | Sidónio Pais             | 1 rok, 2 dní                   | Národní republikánská strana           |
| 14                       | João do Canto e Castro   | 295 dní                        | Národní republikánská strana           |
| 15                       | António de Spínola       | 158 dní                        | nezávislý                              |
| 16                       | Manuel Gomes da Costa    | 22 dní                         | nezávislý                              |
| 17                       | José Mendes Cabeçadas    | 17 dní                         | nezávislý                              |